# Environnement au Laos
L'environnement au Laos est l'environnement (ensemble des éléments - biotiques ou abiotiques - qui entourent un individu ou une espèce et dont certains contribuent directement à subvenir à ses besoins) du pays Laos, pays d'Asie.

## La biodiversité du Laos

### Milieux
Le Laos est constitué de montagnes et de hauts plateaux, qui occupent plus de 70 % du pays. Son point culminant est le Phou Bia (2 820 m), dans le sud de la province de Xieng Khouang. La chaîne Annamitique forme à l'est l'essentiel de la frontière avec le Viêt Nam. Le point culminant est le mont Rao Co (2 286 m). Le pays est traversé par le Mékong.
Le climat tropical est caractérisé par les moussons. Il y a deux saisons : saison sèche d'octobre à avril, saison des pluies de mai à septembre. Les températures varient de 15⁄20 °C en décembre-janvier à 30 °C en mars-avril. Les mois d'octobre et novembre peuvent être pluvieux (« queues de typhons »).
La forêt recouvre entre 65 % et 40,3 % du pays en 2010.

### Espaces protégés
- La réserve naturelle de Bokeo, aménagée en 2004, est située au nord-ouest du Laos. Sur près de 123 000 hectares de forêt vierge, on retrouve en effet de nombreuses espèces d’oiseaux, d’insectes, mais aussi des éléphants et des buffles[2].

## Impacts sur les milieux naturels

### Activités humaines

#### Déforestation

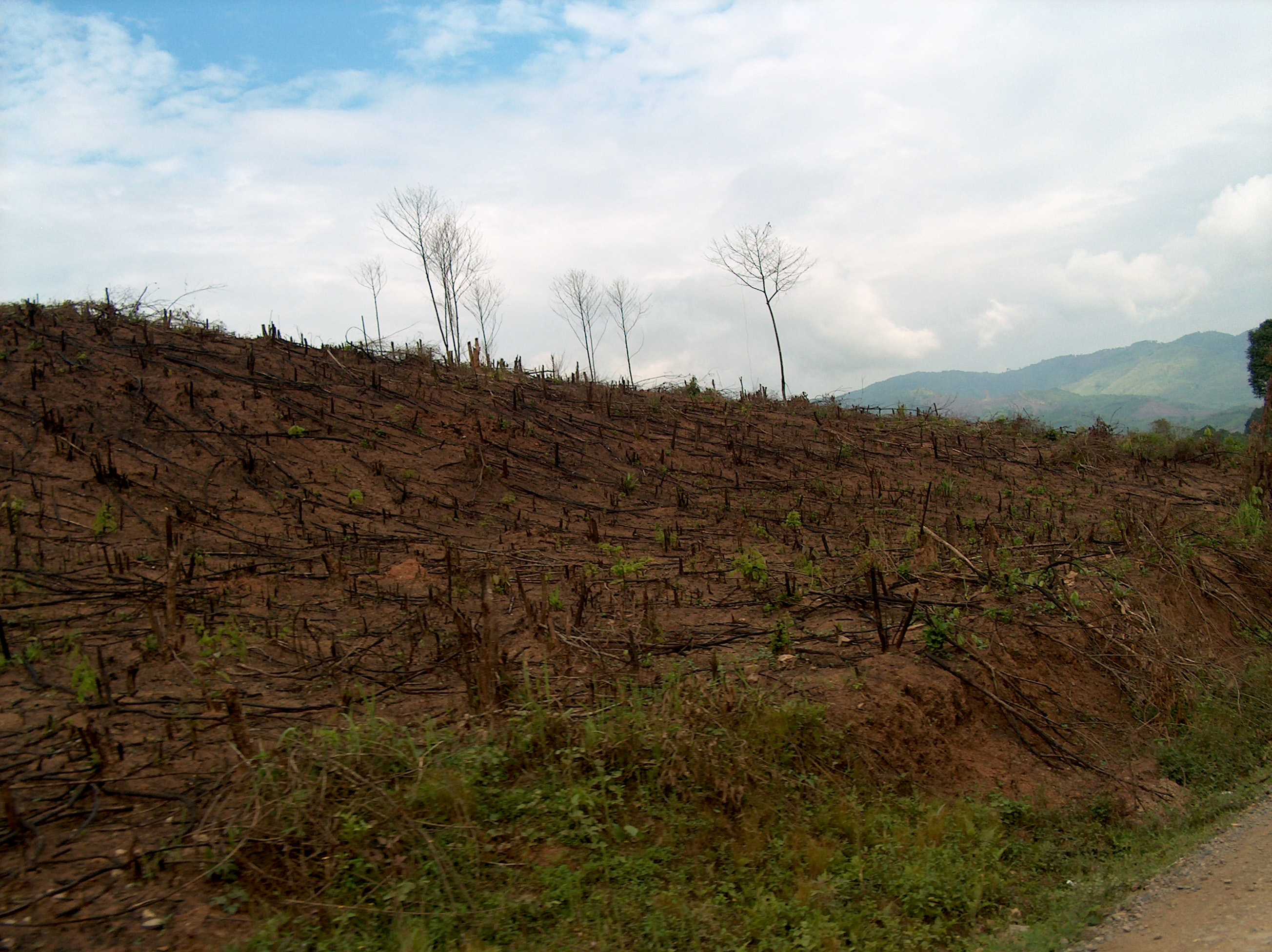
Zone déforestée par le feu au Laos

La perte de surface forestière totale a été de 6,8 % entre 1990 et 2005. Entre 1940 et 2000, la forêt est passée de 70 % à 41 % du territoire, et les forêts primaires ne représentent plus que 3 % du pays.
La culture sur brûlis est pratiquée par environ 1 million de paysans en 1990, causant des dégâts irréversibles sur la nature des sols. L'exploitation et l'exportation illégale de bois précieux rapporte d'importants revenus.

#### Transports

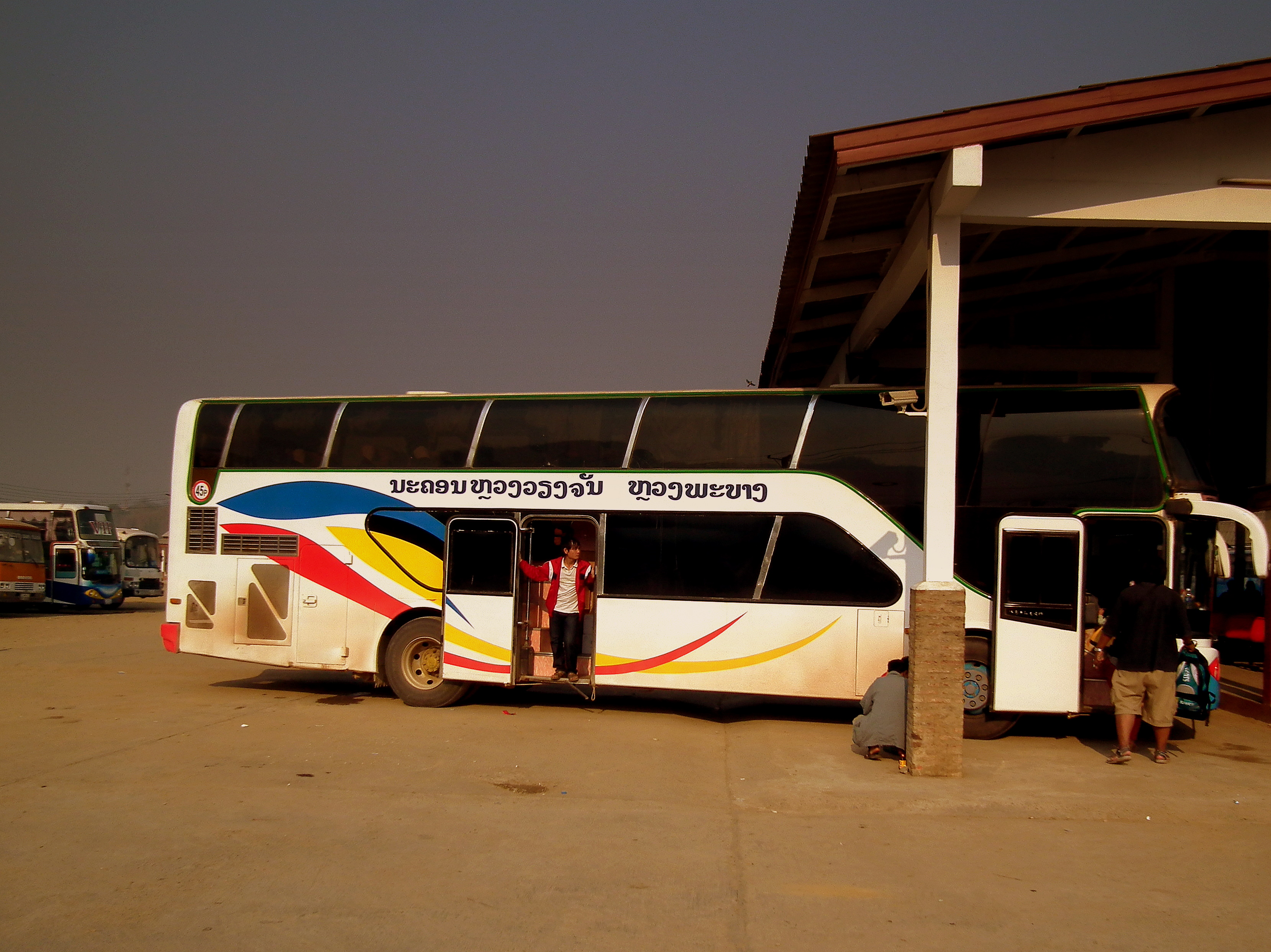
Un bus à la gare routière de Luang Prabang.

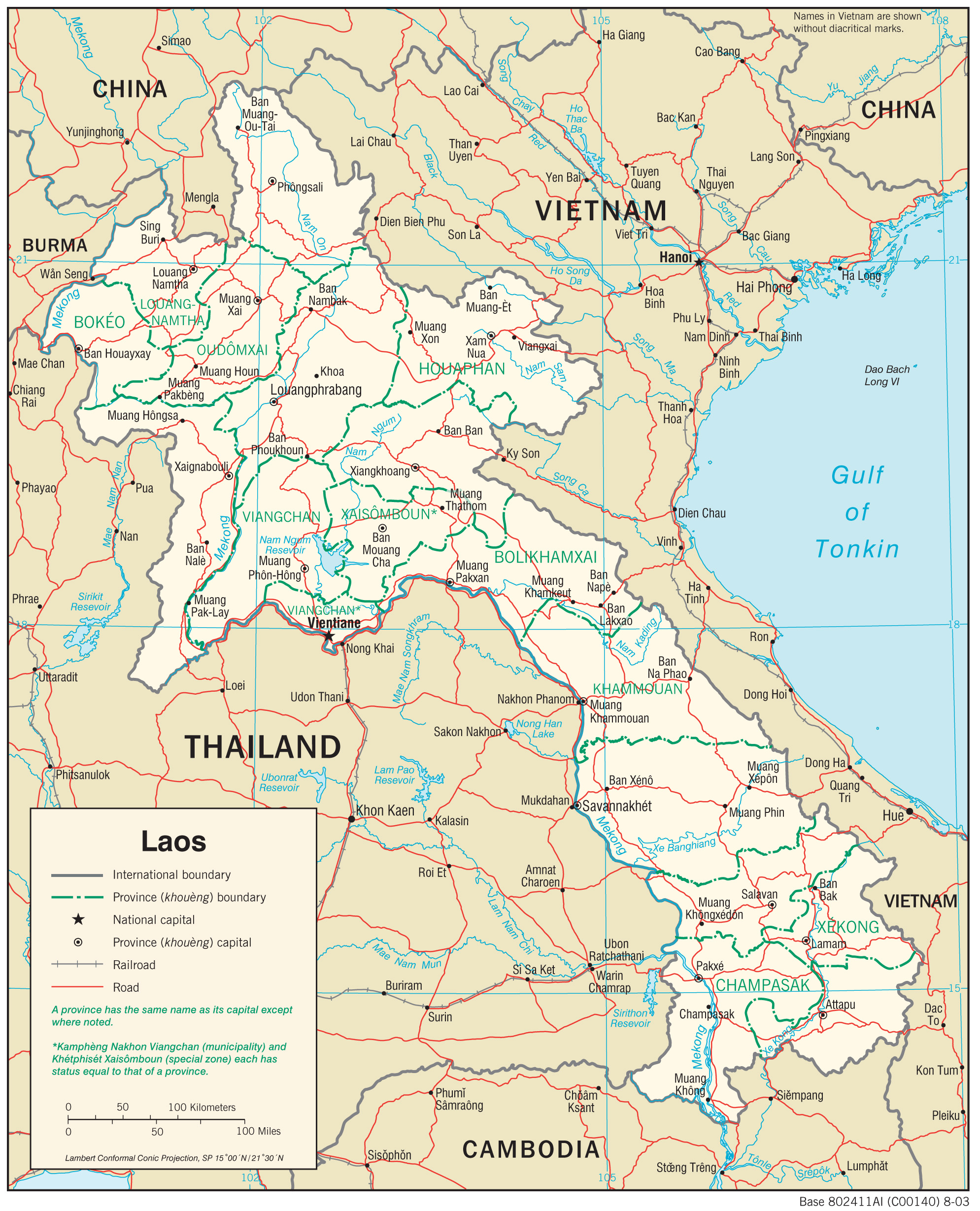
Routes, chemins de fer, fleuves et rivières du Laos

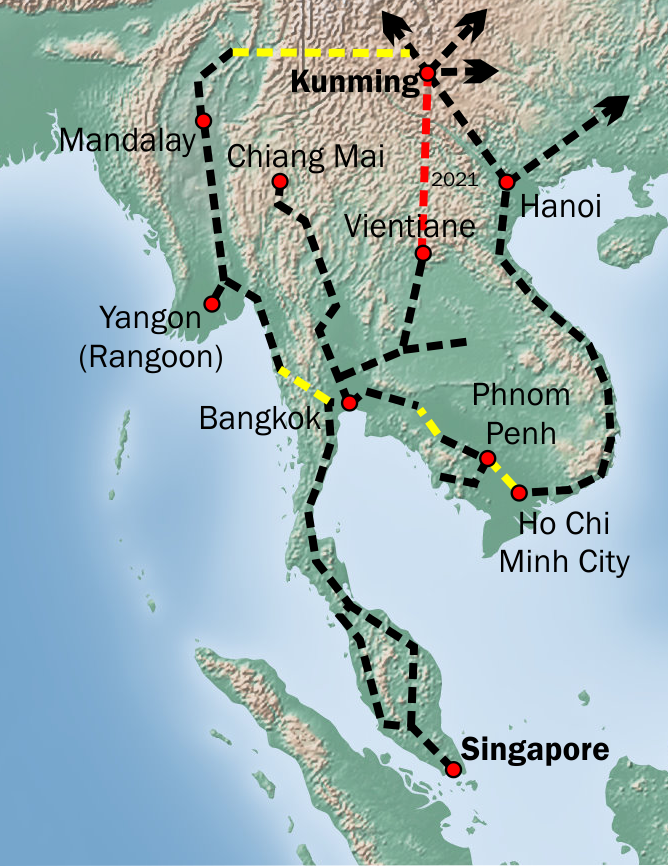
Nouvelles routes de la soie, avec en jaune le tronçon ferroviaire Kunming- Boten-Vientiane

Le Laos est une nation enclavée de 7,2 millions d’habitants, où a été construite la première ligne ferroviaire estampillée « nouvelles routes de la soie », longue de 1 400 km ; inaugurée en décembre 2021. Mais cette infrastructure a contribué à l'endettement du pays
Le principal moyen de transport utilisé au Laos est la route. Le Laos compte près de 15 000 kilomètres de routes, dont la quasi-totalité demeure des pistes en terre ou de gravillons, plus ou moins praticables selon la saison. 
Les 5 principaux ports fluviaux sont Vientiane, Savannaket, Paksé, Paksan et Tarket. En 2004, 1 865 km du cours du Mékong (sur les 1 970 km) étaient navigables.
Le pays compte une dizaine d'aéroports dont les principaux sont l'aéroport international de Wattay, l'aéroport international de Luang Prabang et l'aéroport de Paksé.